# Cratyna kurilensis
Cratyna kurilensis är en tvåvingeart som först beskrevs av Werner Mohrig och Nina Krivosheina 1982.  Cratyna kurilensis ingår i släktet Cratyna och familjen sorgmyggor. Inga underarter finns listade i Catalogue of Life.